# 23769 Russellbabb
23769 Russellbabb là một tiểu hành tinh vành đai chính với chu kỳ quỹ đạo là 1410.1235433 ngày (3.86 năm).
Nó được phát hiện ngày 24 tháng 6 năm 1998.